# Giuseppe Mengoli
Giuseppe Mengoli (Collepasso, 16 marzo 1965) è un vescovo cattolico italiano, dal 1º marzo 2023 vescovo di San Severo.

## Biografia
È nato a Collepasso, in provincia di Lecce e nell'arcidiocesi di Otranto, il 16 marzo 1965.

### Formazione e ministero sacerdotale
Dopo aver frequentato il seminario arcidiocesano e il liceo presso il seminario regionale di Taranto, si è trasferito come alunno del Pontificio Seminario Romano Maggiore a Roma; lì ha conseguito la licenza in teologia alla Pontificia Università Gregoriana e, in seguito, il dottorato alla Pontificia Università Lateranense.
Il 1º luglio 1989 è stato ordinato presbitero, in piazza Dante Alighieri a Collepasso, dall'arcivescovo Vincenzo Franco per l'arcidiocesi di Otranto.
Dopo l'ordinazione è stato nominato viceparroco della parrocchia di Maria Santissima Annunziata ad Otranto, dove è rimasto dal 1990 al 1992; al contempo è stato docente di religione e di teologia, fino al 2004.
Divenuto cancelliere arcivescovile nel 1991, collaboratore parrocchiale a Martano e padre spirituale del seminario nel 1992, ha lasciato questi incarichi nel 1998, quando è stato nominato parroco della parrocchia dello Spirito Santo a Botrugno. Nel 2010 è stato trasferito con lo stesso ruolo nella parrocchia di Maria Santissima Immacolata a Maglie, dove è rimasto fino alla nomina episcopale.
È stato membro del collegio dei consultori, del consiglio presbiterale e del consiglio pastorale, mentre dal giugno 2018 ha ricoperto anche l'incarico di vicario generale dell'arcidiocesi di Otranto.

### Ministero episcopale
Il 1º marzo 2023 papa Francesco lo ha nominato vescovo di San Severo; è succeduto a Giovanni Checchinato, precedentemente nominato arcivescovo metropolita di Cosenza-Bisignano.
Il 16 maggio successivo ha ricevuto l'ordinazione episcopale, nella cattedrale di Santa Maria Annunziata ad Otranto, dall'arcivescovo emerito di Otranto Donato Negro, co-consacranti il suo predecessore l'arcivescovo Giovanni Checchinato e l'arcivescovo emerito di Bari-Bitonto Francesco Cacucci.
Il 31 maggio ha preso possesso della diocesi di San Severo.

## Stemma e motto

### Blasonatura
Partito di rosso e d'azzurro, alla croce latina gigliata, attraversante sulla partizione, accompagnata nel cantone destro del capo da tre rami di palma posti a ventaglio e in quello sinistro dal monogramma mariano sormontato da una corona cimata da otto stelle, cinque visibili, il tutto d'oro.
Scudo sagomato con ornamenti esteriori da vescovo.

### Interpretazione
Le tre palme intrecciate sullo sfondo rosso costituiscono un richiamo ai martiri di Otranto da dove proviene il vescovo mentre il nomogramma mariano e la corona, il tutto su sfondo blu, sono un richiamo alla Vergine, patrona della diocesi di prima destinazione.

La grande croce centrale vuole rappresentare la centralità della Redenzione operata da Cristo.

### Motto
Il motto scelto è Ecce mater tua (Gv 19, 27).

## Genealogia episcopale
La genealogia episcopale è:
- Cardinale Scipione Rebiba
- Cardinale Giulio Antonio Santori
- Cardinale Girolamo Bernerio, O.P.
- Arcivescovo Galeazzo Sanvitale
- Cardinale Ludovico Ludovisi
- Cardinale Luigi Caetani
- Cardinale Ulderico Carpegna
- Cardinale Paluzzo Paluzzi Altieri degli Albertoni
- Papa Benedetto XIII
- Papa Benedetto XIV
- Papa Clemente XIII
- Cardinale Marcantonio Colonna
- Cardinale Giacinto Sigismondo Gerdil, B.
- Cardinale Giulio Maria della Somaglia
- Cardinale Carlo Odescalchi, S.I.
- Cardinale Costantino Patrizi Naro
- Cardinale Lucido Maria Parocchi
- Papa Pio X
- Papa Benedetto XV
- Papa Pio XII
- Cardinale Carlo Confalonieri
- Cardinale Corrado Ursi
- Arcivescovo Cosmo Francesco Ruppi
- Arcivescovo Donato Negro
- Vescovo Giuseppe Mengoli